# Cavour (stacja metra)
Cavour – stacja na linii B metra rzymskiego. Stacja została otwarta w 1955. Znajduje się na Via Cavour. Poprzednim przystankiem jest Termini, a następnym Colosseo.